# St. Stephan (Obermaßfeld-Grimmenthal)

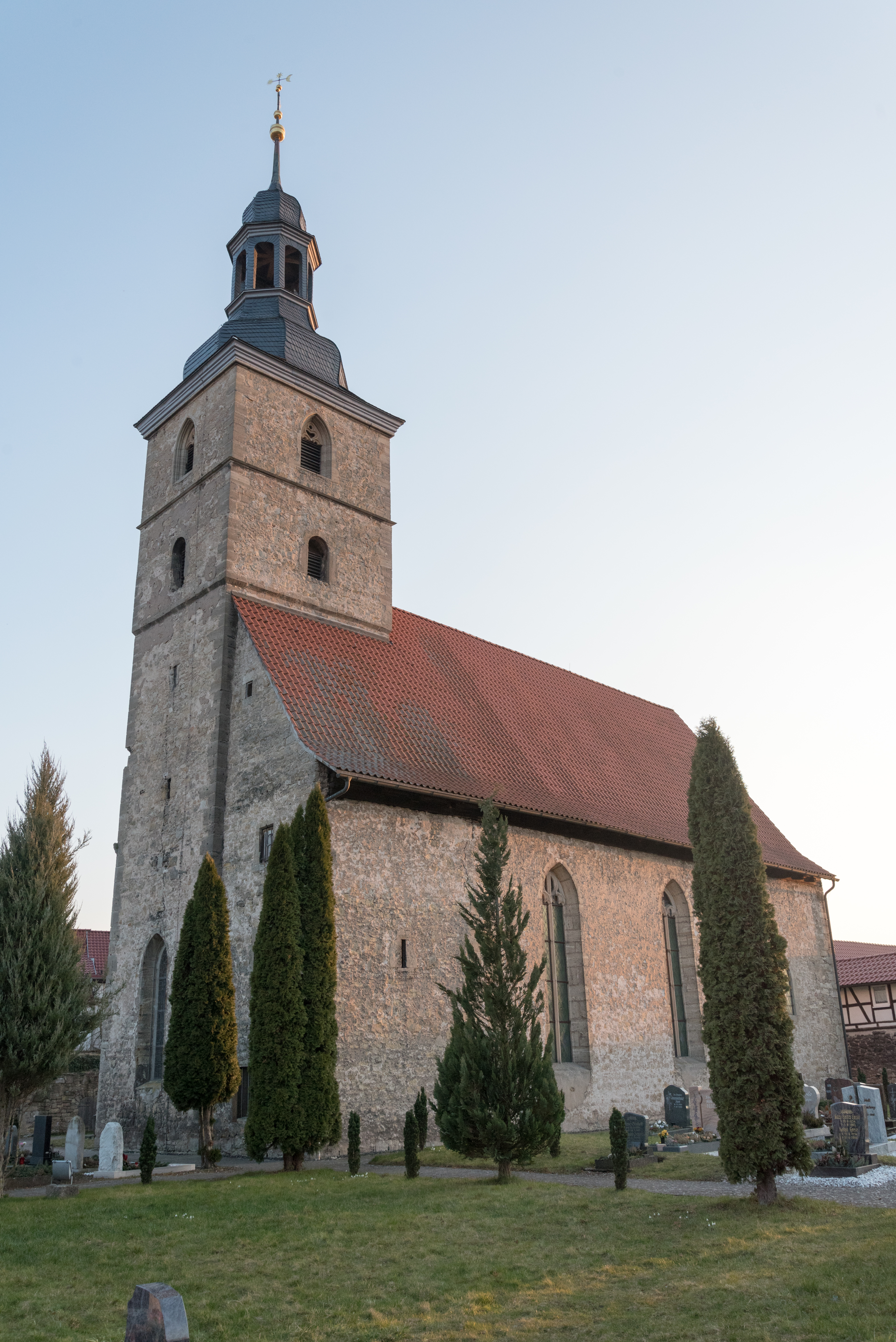
St. Stephan

Die evangelisch-lutherische, denkmalgeschützte Dorfkirche St. Stephan steht in Obermaßfeld-Grimmenthal, einer Gemeinde im Landkreis Schmalkalden-Meiningen von Thüringen. Die Kirchengemeinde Obermaßfeld-Grimmenthal gehört zum Pfarrbereich Obermaßfeld-Vachdorf im Kirchenkreis Meiningen der Evangelischen Kirche in Mitteldeutschland.

## Beschreibung
Von der ersten Kirche sind nur noch die Sakristei und das Erdgeschoss des Kirchturms erhalten. Darauf wurde in den Jahren 1600 bis 1612 die heutige Saalkirche mit dem Chorturm und der Sakristei in der Nordostecke erbaut. Der Helm des Turms besteht aus zwei Hauben, die mit einer offenen Laterne verbunden sind. Die Klangarkaden des Turms sind als spätgotische Maßwerkfenster ausgeführt. Im Glockenstuhl hängen drei Eisenhartgussglocken, die 1920 von Schilling & Lattermann gegossen wurden. An einem Eckstein des Turms befindet sich ein bärtiger Gaffkopf, der den Baumeister der Kirche darstellt. Der 1630 fertiggestellte Innenraum der Kirche wurde 1784 verändert. Es wurde eine zweigeschossige Empore an der Nordwand eingezogen sowie eine weitere über dem Chor errichtet, auf der die Orgel steht. 1912 fand ein umfassender Umbau des Innenraumes statt. Die Orgelempore wurde an die gegenüberliegende Westseite verlegt, wodurch die gotische Architektur des Chors zur vollen Wirkung kam. Aus dieser Zeit stammt auch die jetzige Orgel, die Herzog Georg II. gestiftet hat. Der barocke Altar in Form eines Sarkophages von 1692 stammt aus der Schlosskirche Meiningen. Die Ornamente der Emporen, der Kanzel und der Decke sind im Stil des Rokoko gehalten.